# 南九州神殿インターチェンジ
南九州神殿インターチェンジ（みなみきゅうしゅうこうどんインターチェンジ）は、鹿児島県南九州市川辺町神殿（こうどの）にある南薩縦貫道（川辺道路）のインターチェンジである。

## 道路
- 南薩縦貫道（川辺道路）

## 歴史
- 1999年12月17日 : 南九州川辺ダムIC-南九州川辺IC間 調査区間指定。
- 2000年12月20日 : 南九州川辺ダムIC-南九州川辺IC間 整備区間指定。
- 2004年12月22日 : 南九州川辺ダムIC-南九州川辺IC間 起工式実施。
- 2010年8月27日 : 南九州川辺ダムIC - 南九州神殿IC間開通[2]。
- 2012年8月8日 : 南九州神殿IC-南九州川辺IC間開通[3]。

## 接続する道路

### 直接接続
- 鹿児島県道19号鹿児島川辺線

## 料金所
- 全区間無料で通行出来るため料金所は設置されていない

## 周辺
- オートレース川辺・サテライト川辺

## 隣
南薩縦貫道（川辺道路）
( )南九州川辺ダムIC - ( )南九州神殿IC - ( )南九州川辺IC